# روبينة (ديناران)
روبینة (بالفارسية: روپینه) هي قرية تقع في إيران في قسم دیناران الريفي. يقدر عدد سكانها بـ 28 نسمة بحسب إحصاء 2016.